# Lappländischer Rentierhund
Der Lappländische Rentierhund oder Finnischer Lapplandhirtenhund, finnisch Lapinporokoira, ist eine von der FCI (FCI-Gruppe 5, Sektion 3, Standard-Nr. 284) anerkannte Hunderasse aus Finnland, die zu den Lapphunden gezählt wird.

## Herkunft und Geschichtliches
Hunde dieses Typs werden von den Lappen und Samen seit Jahrhunderten zum Hüten von Rentieren eingesetzt. Bis in die 1950er Jahre wurde nicht zwischen Lappländischem Rentierhund und Finnischem Lapphund unterschieden. 1966 wurde beschlossen, die Zucht dieser Hunde anhand des unterschiedlichen Phänotyps in die beiden Rassen "Lappländischer Rentierhund" und "Finnischer Lapphund" aufzuteilen.

## Verwendung
Der Lappländische Rentierhund wird im Norden Skandinaviens als Hütehund zum Hüten der Rentierherden eingesetzt. Daneben findet er auch Verwendung als Begleithund.